# Стари надгробни споменици у Семедражи
Стари надгробни споменици у Семедражи (Општина Горњи Милановац) чине релативно добро очувану споменичку групу и представљају важан извор података за проучавање генезе становништва овог насеља.

## Семедраж
Семедраж се налази у јужном делу општине Горњи Милановац, на брдовитим странама изнад реке Дичине. Граничи се са селима Брђани, Брусница (Горњи Милановац), Таково и Шарани. Село је подељено на осам засеока. Овуда воде деонице Ибарске магистрале и Аутопута „Милош Велики”.
У турским дефтерима помиње се као село Семедраже. Поновно насељавање започело је крајем 18. и у 19. веку становништвом из Херцеговине, Старог Влаха и околине Ужица.
Сеоска слава је Друге Тројице.

### Сеоско гробље
Сачуван је већи број старих надгробника типичних за овај крај Србије. Хронолошки најстарији су декоративни камени крстови различитих величина и форми. Један од најмасивнијих носи 1837. годину. Бројчано доминирају споменици у облику стуба и вертикалне плоче надвишене крстом.